# Cerro Pintado
El Cerro Pintado es una formación de montaña, ubicada en la frontera internacional entre Colombia y Venezuela. A una altitud promedio entre 3.614 m s. n. m. y 3,660 m s. n. m., el Cerro Pintado es un pico ultraprominente y una de las de mayores elevaciones geográficas en Venezuela.

## Topónimo
Se conoce así por unos petroglifos precolombinos: se trata de imágenes antropomórficas y zoomórficas de serpientes enormes, tortugas, peces y aves. También de formas geométricas, escaleras y líneas rectas y curvas. Se calcula que el paraje ha sido habitado desde el 6.000 a. C.

## Ubicación
El Cerro Pintado se ubica en un privilegiado sistema montañoso de la Serranía de Perijá, que es el ramal más septentrional de la Cordillera de los Andes.